# Bürgerspital (Sélestat)

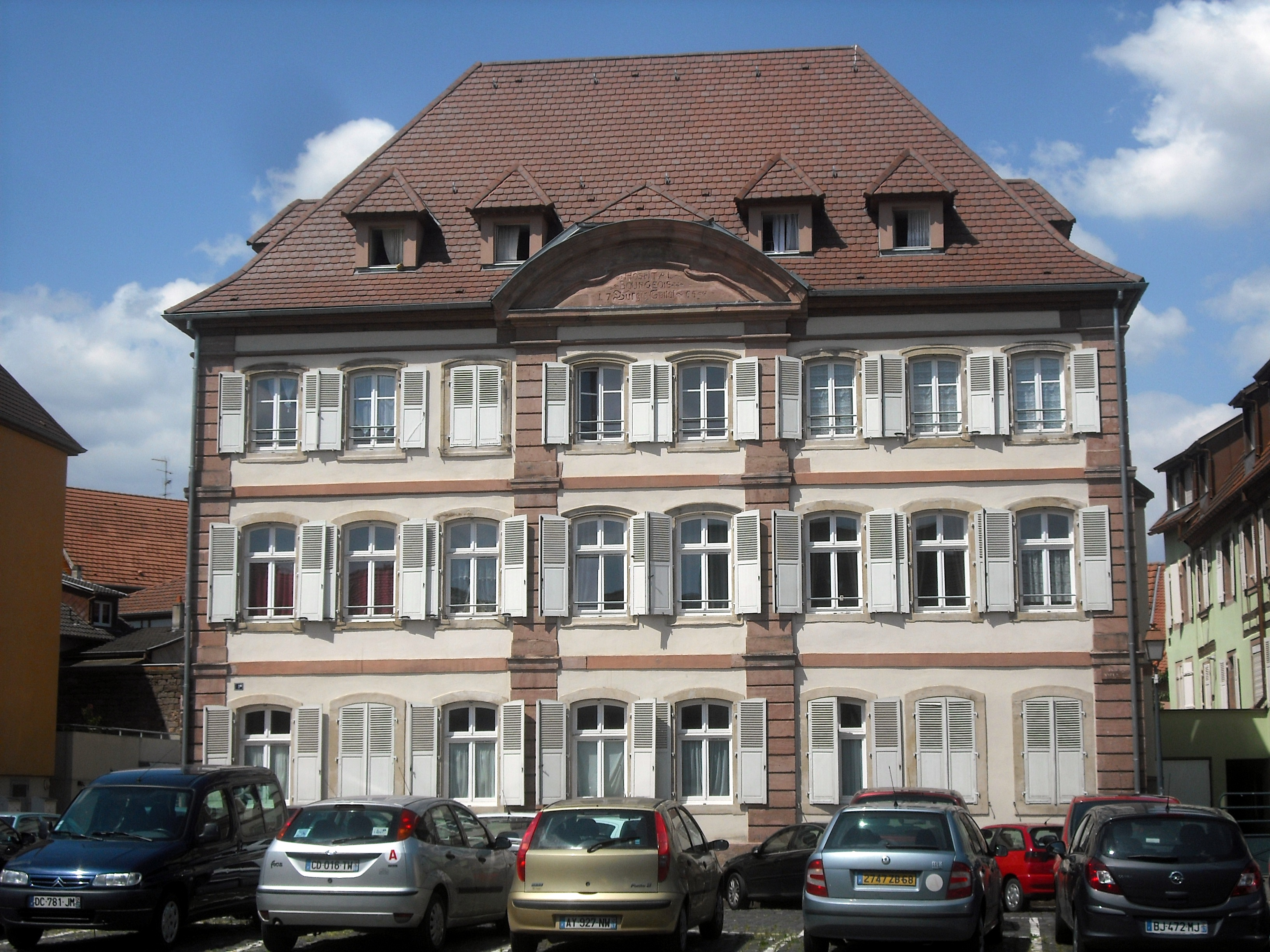
Bürgerspital in Schlettstadt

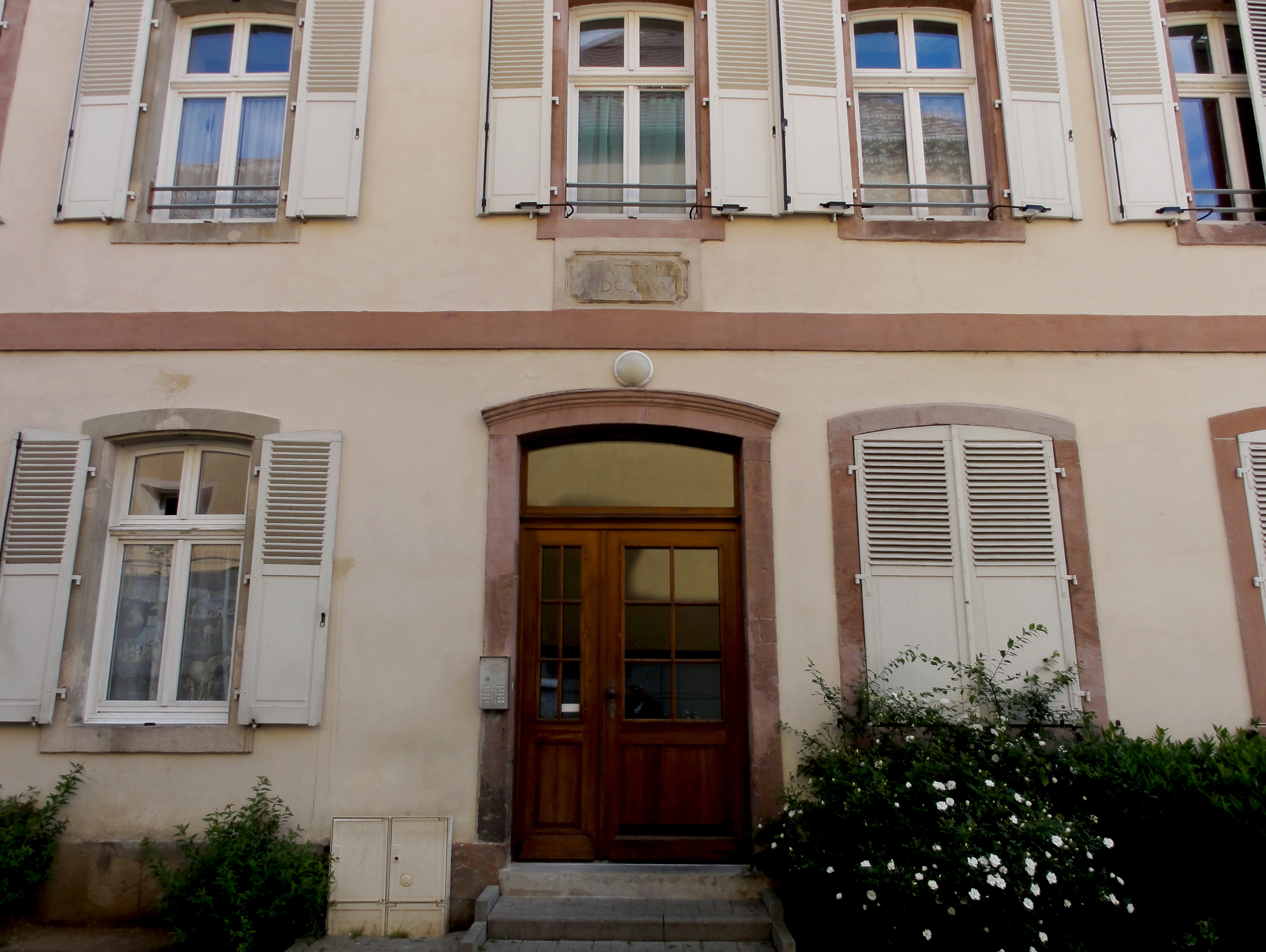
Portal

Das Bürgerspital (französisch Hôpital bourgeois de Sélestat) in Schlettstadt, einer französischen Stadt im Département Bas-Rhin in der Region Elsass, wurde in den 1760er Jahren errichtet. Das ehemalige Krankenhaus an der Place du Vieux-Port Nr. 1 ist seit 1995 als Monument historique klassifiziert.

## Geschichte
Das dreigeschossige Gebäude wurde nach Plänen des Architekten Jean-Baptiste Alexandre Chassain aus Colmar errichtet. Das Spital besitzt eine Kapelle, die 1768 geweiht wurde.
In der Mitte des 19. Jahrhunderts wurde das Spital vorübergehend als Gefängnis genutzt. Danach wurde es als Wohnhaus umgebaut.